# Jan Eisner

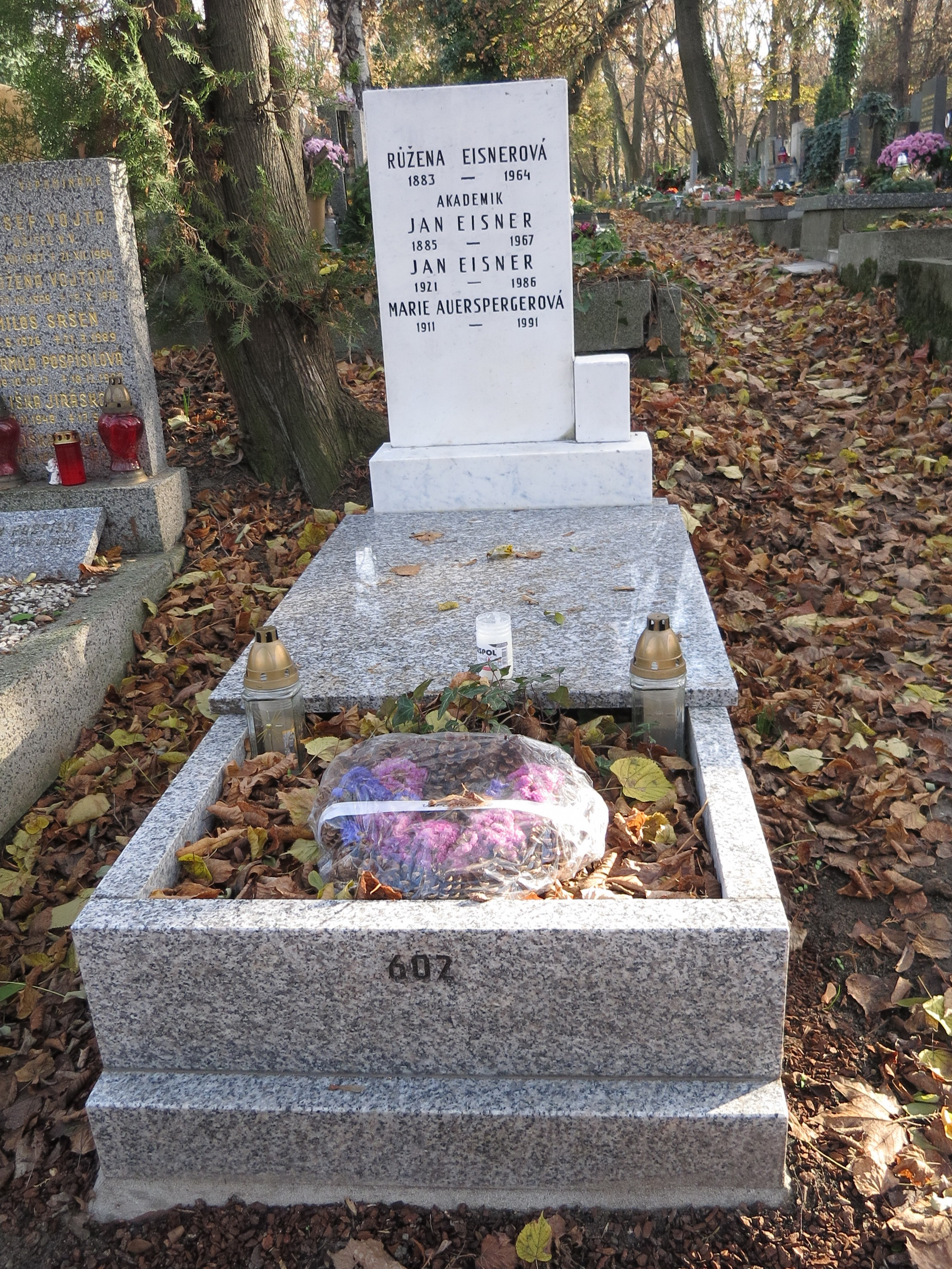
Hrob Jana Eisnera v Praze na Olšanských hřbitovech

Jan Eisner (24. dubna 1885 Dolní Bradlo – 2. května 1967 Praha) byl český archeolog. Věnoval se zejména archeologii raných Slovanů a byl zakladatelem odborné archeologie na Slovensku.

## Život
V letech 1903–08 vystudoval na FF UK dějepis a zeměpis; studium završil roku 1910 disertací v oboru archeologie a získal titul PhDr. Před 1. světovou válkou učil na středních školách v Praze (gymnázium v Ječné, 1912–13) a Pardubicích a po válce odešel jako důstojník ČSA na Slovensko. Na popud Lubora Niederleho na Slovensku zůstal, aby zde zavedl odbornou archeologii. Působil zde na gymnáziu v Martině, v Bratislavě pak jako předseda archeologicko-historické sekce Slovenského muzea a zemský konzervátor Státního archeologického ústavu pro Slovensko. Na Bratislavské Univerzitě Komenského vychovával po jejím založení první generaci slovenských archeologů a stal se postupně docentem, mimořádným a řádným profesorem (1934). Působil také jako děkan FF Univerzity Komenského v letech (1938–39). Pomáhal rozvoji meziválečného slovenského muzejnictví a památkové péče a ustavil koncepci výzkumu pravěku na Slovensku. V roce 1939 se musel vrátit do Čech. Po válce byl roku 1945 jmenován řádným profesorem všeobecné prehistorické archeologie na FF UK. Na UK působil do roku 1957. Od roku 1946 byl členem ČSAV a působil na Slovanském ústavu jako vedoucí historického oddělení. Redigoval sborník Vznik a počátky Slovanů a byl předsedou Společnosti čsl. prehistoriků, ČsSA a Národopisné společnosti československé.
Od původního zaměření na archeologii doby bronzové posléze přešel k archeologii raných Slovanů, které se již plně věnoval po návratu do Čech. Na Slovensku prováděl rozsáhlé terénní výzkumy na lokalitách Devínska Nová Ves a Devín. Započal práci na svém díle Rukovět slovanské archeologie, shrnujícím poznatky o raných Slovanech, jež však kvůli ztrátě zraku nemohl dokončit.

## Dílo
- Slovensko v pravěku. Bratislava 1933. On-line na academia.edu: 1, 2, Ilustrace.
- Nitra : Dejiny a umenie nitranského zámku : Na pamiatku kniežaťa Pribinu. Trnava 1933.
- Devínska Nová Ves : Slovanské pohřebiště. Bratislava 1952.
- Rukověť slovanské archeologie : počátky Slovanů a jejich kultury. Praha 1966.